# 百間川

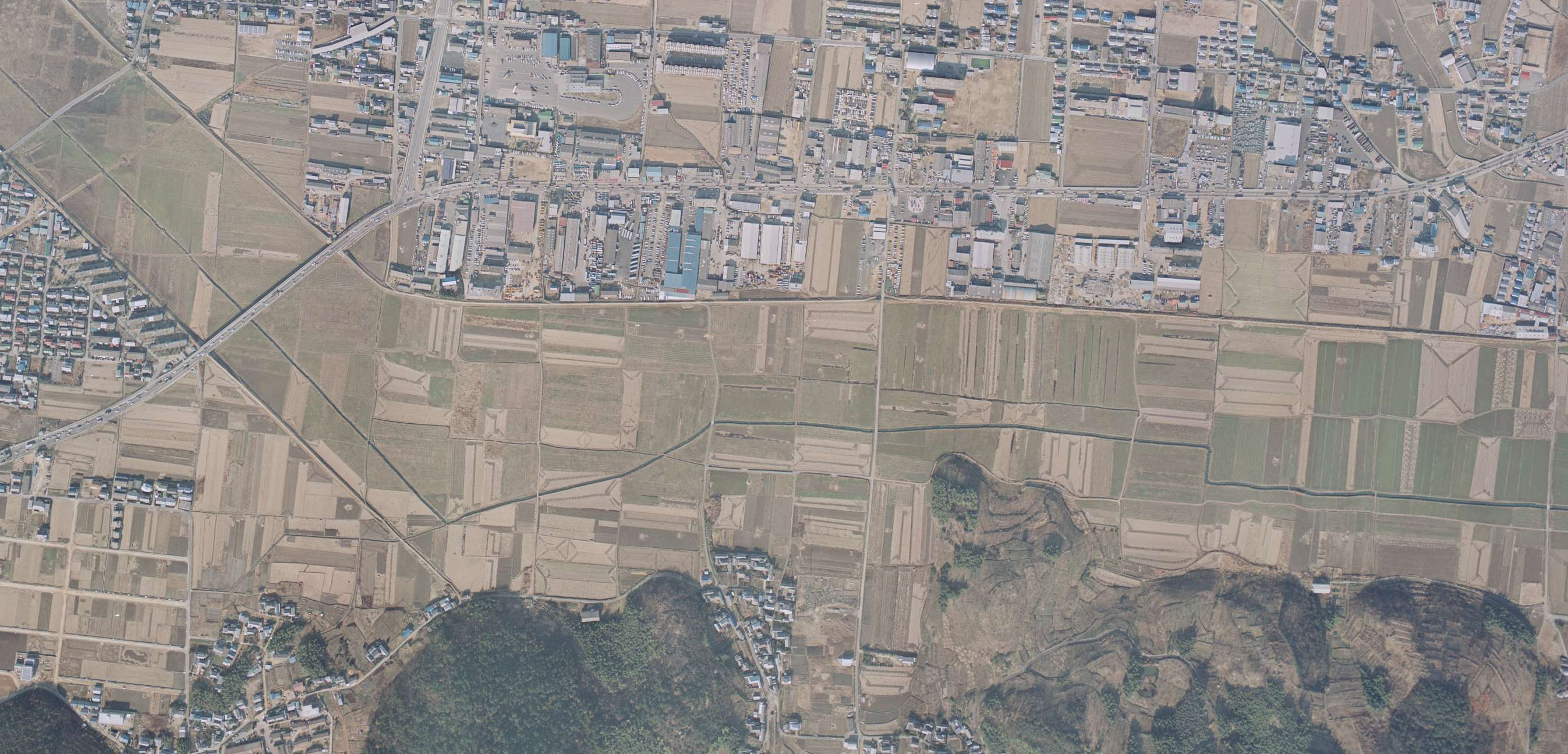
現在の低水路が開削される直前の百間川中流域。中央下が沢田集落で、左に国道2号（現国道250号）百間川橋が見える。堤防の中の水田地帯内をクランク状に流れる細い水路が平常時の百間川で、操山沿いは大部分に堤防がなく、放水時は山すそや集落端の石垣が河川区域との境目となった（1975年1月）

百間川（ひゃっけんがわ）は、岡山県岡山市南部にある人工河川。旭川放水路とも呼ばれる。2019年9月4日の国際かんがい排水委員会の国際執行理事会において、令和元年度にかんがい施設遺産に県内で初めて登録された。

## 地理
旭川の氾濫から岡山城下を守るため、江戸時代初期に岡山藩主池田光政の命により築造された。「百間川」の名の由来は、「二の荒手」（中島竹田橋直下流）の幅が堤防を含め百間（約180m）あったことによる。
岡山市北区三野・中区中島付近で旭川と分流し、操山の北を東流する。岡山市中区米田付近で、東にそびえる芥子山を避けるように大きく南に流れを変え、干拓地の間を通って児島湾に注ぐ。
低地の住宅地や水田地帯を流れるため、流域各所に排水ポンプ場が整備されている。2014年には河口に海水の流入防止と大雨時の排水能力向上のためのライジングセクターゲート方式の水門計3基が完成する。堤防内の高水敷には公園やテニスコート、野球場、サッカー場、ウォーキングコースなどが整備され、市民に親しまれている。
旭川の分流部より河口までの総延長は12.9kmである。国土交通省岡山河川事務所により維持・管理されている。

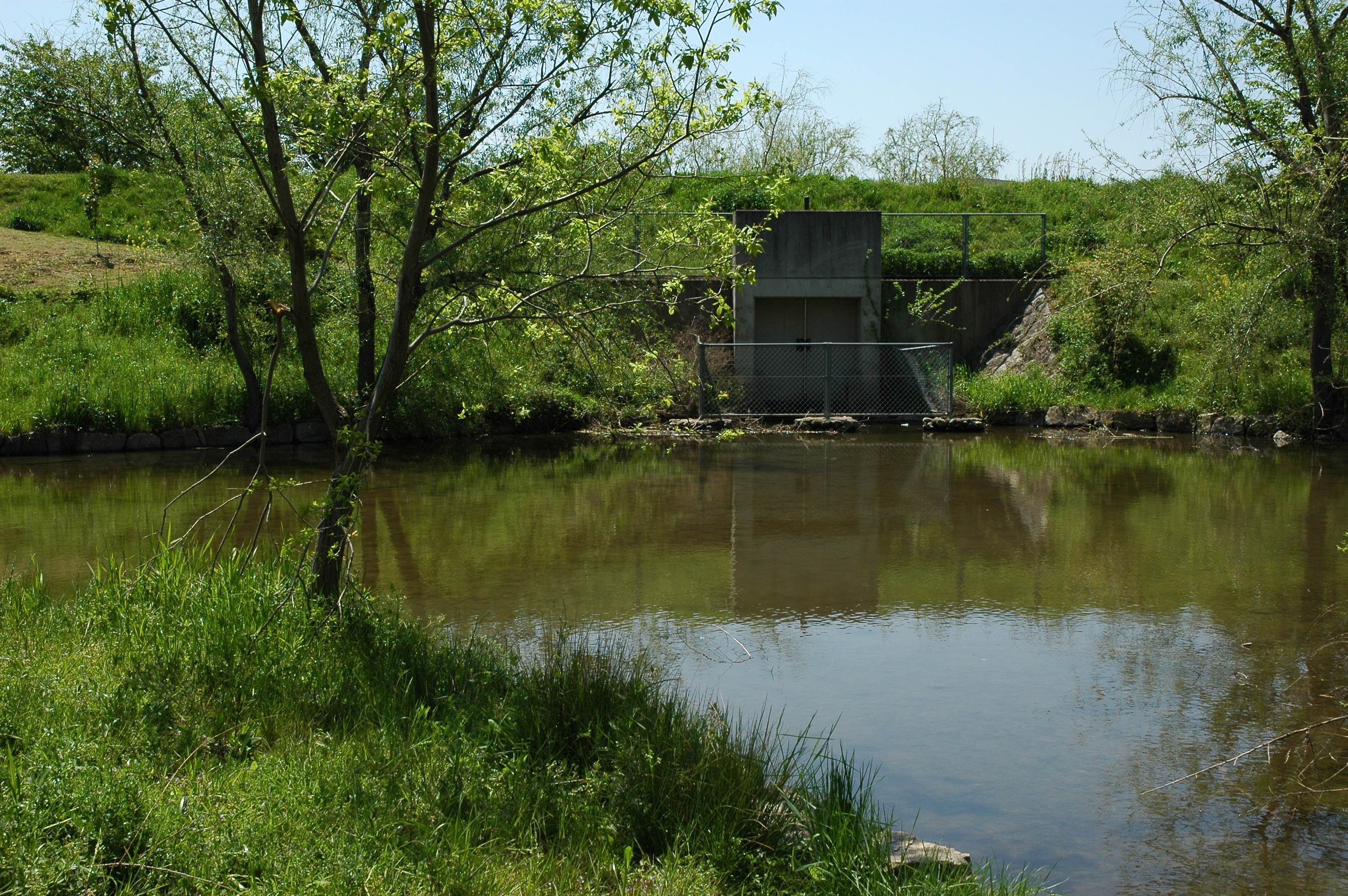
旭川との分流水門
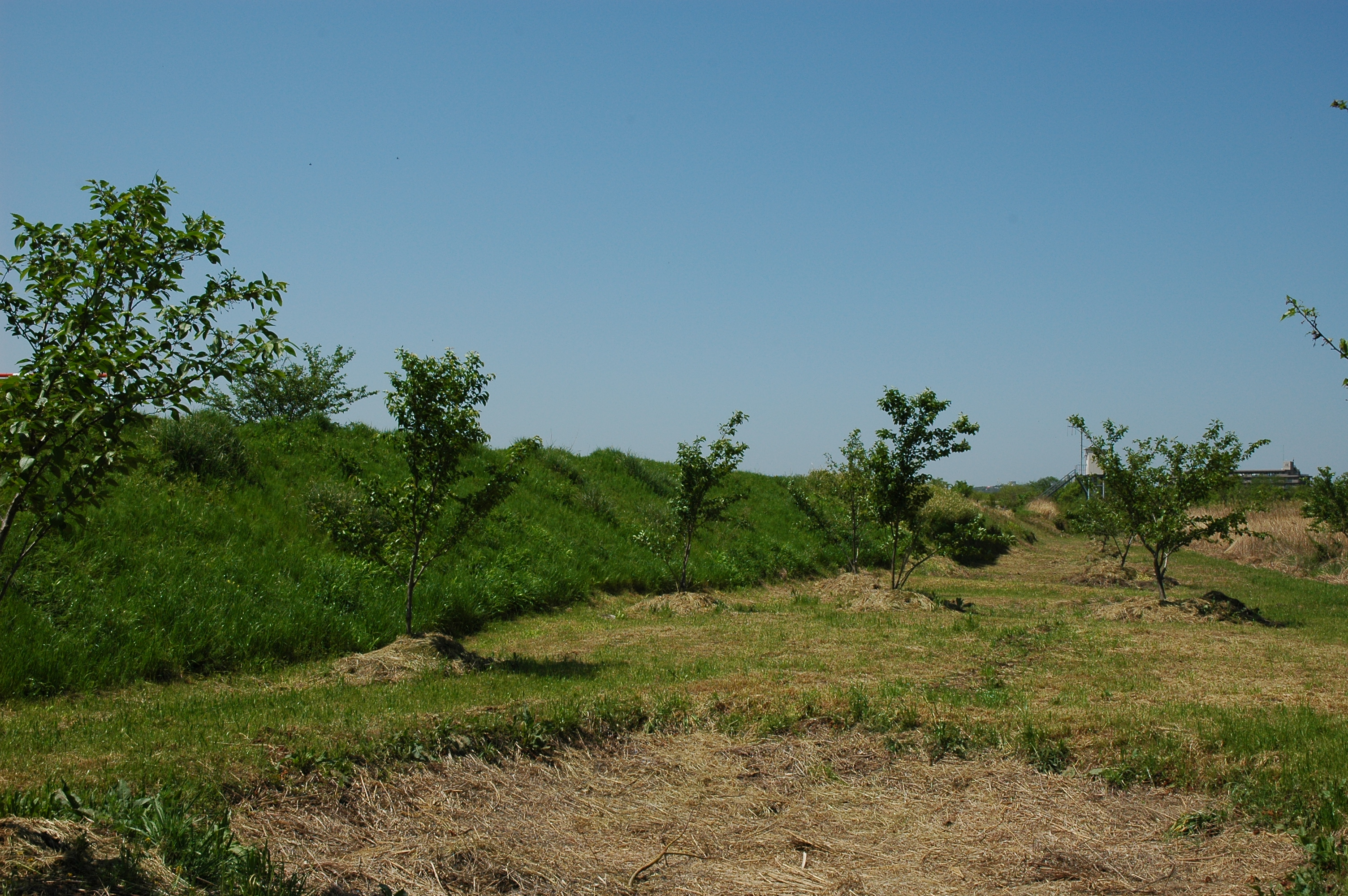
一の荒手
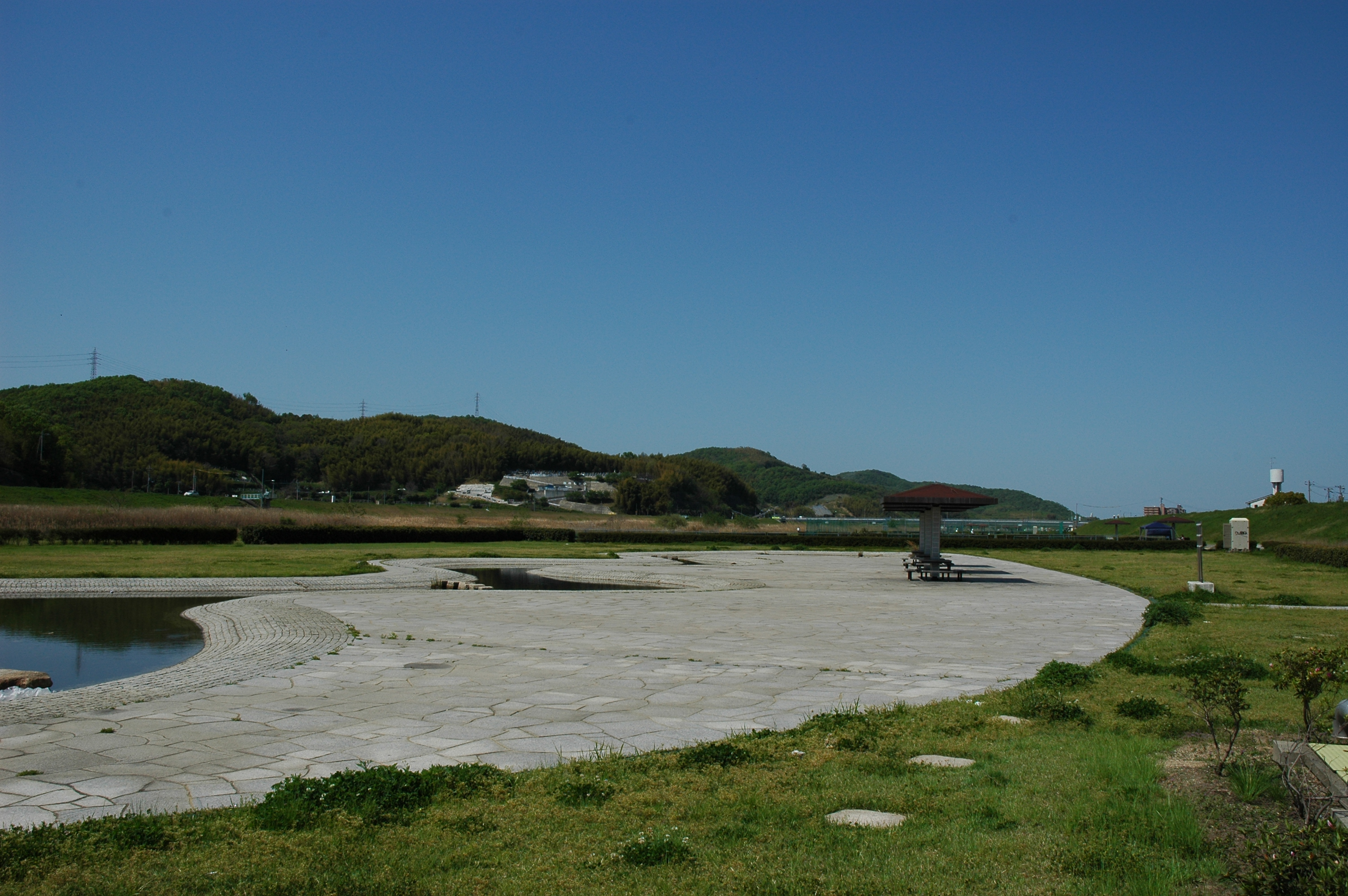
高水敷に整備された公園
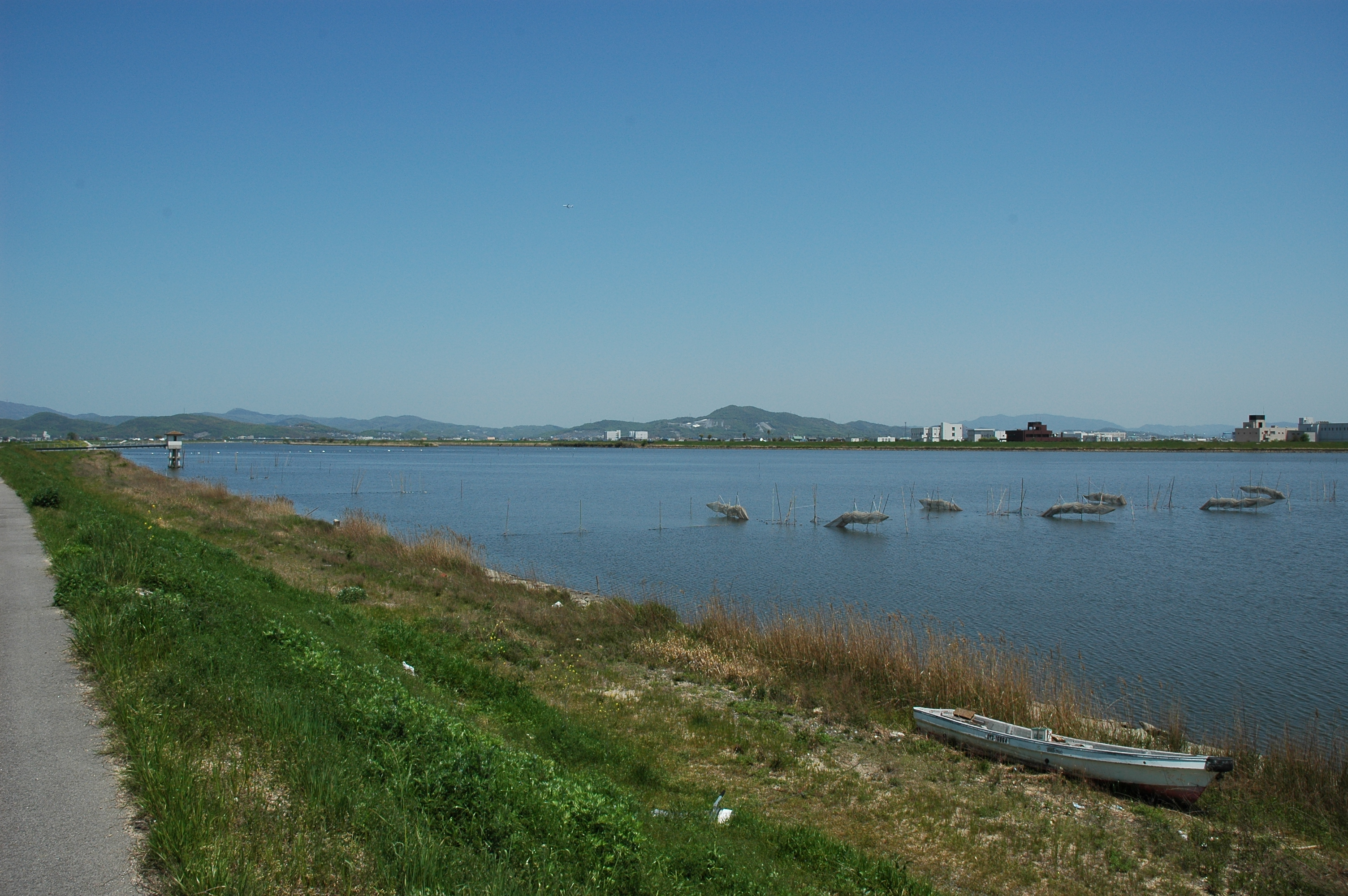
下流域
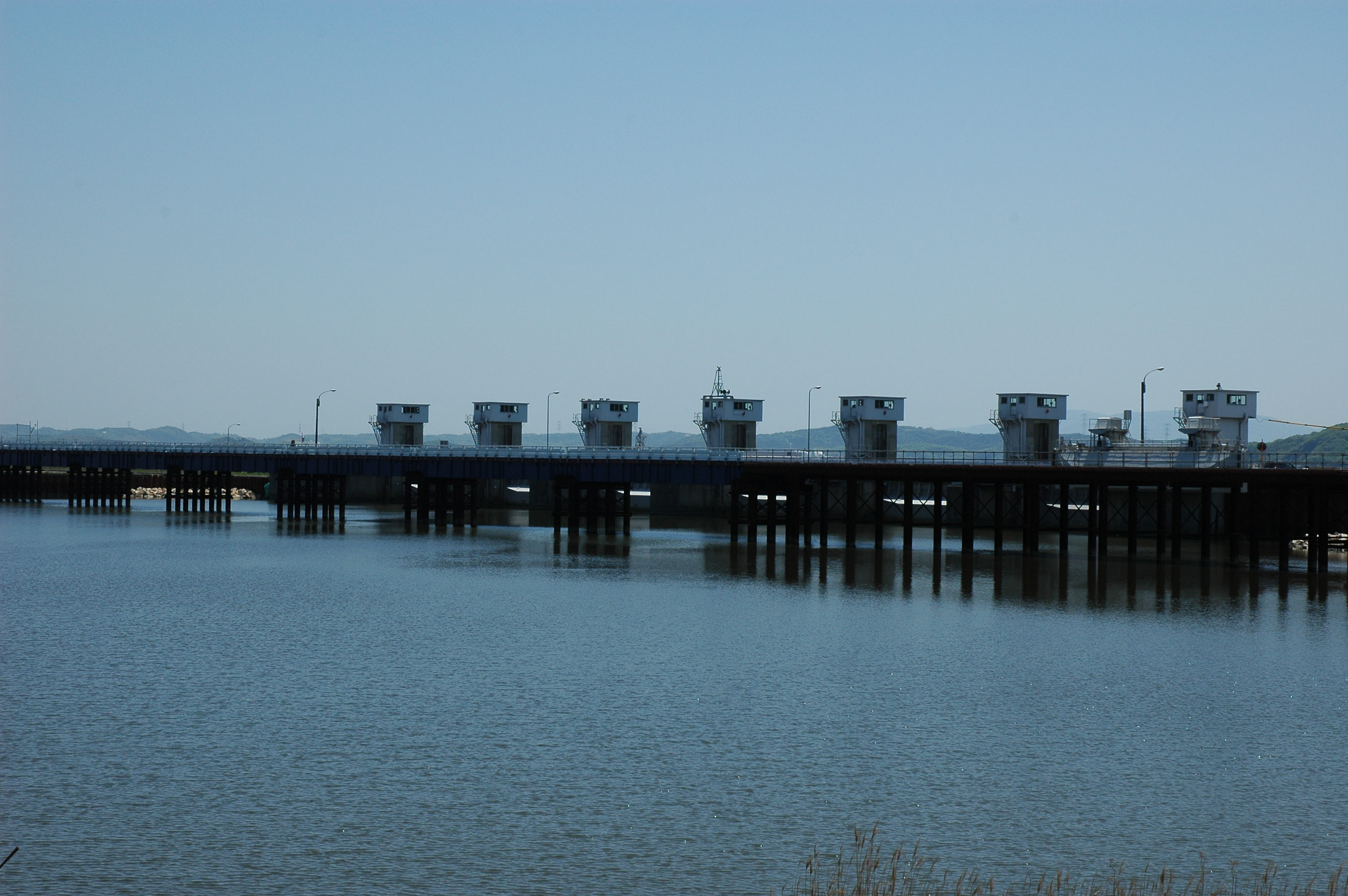
百間川河口の水門
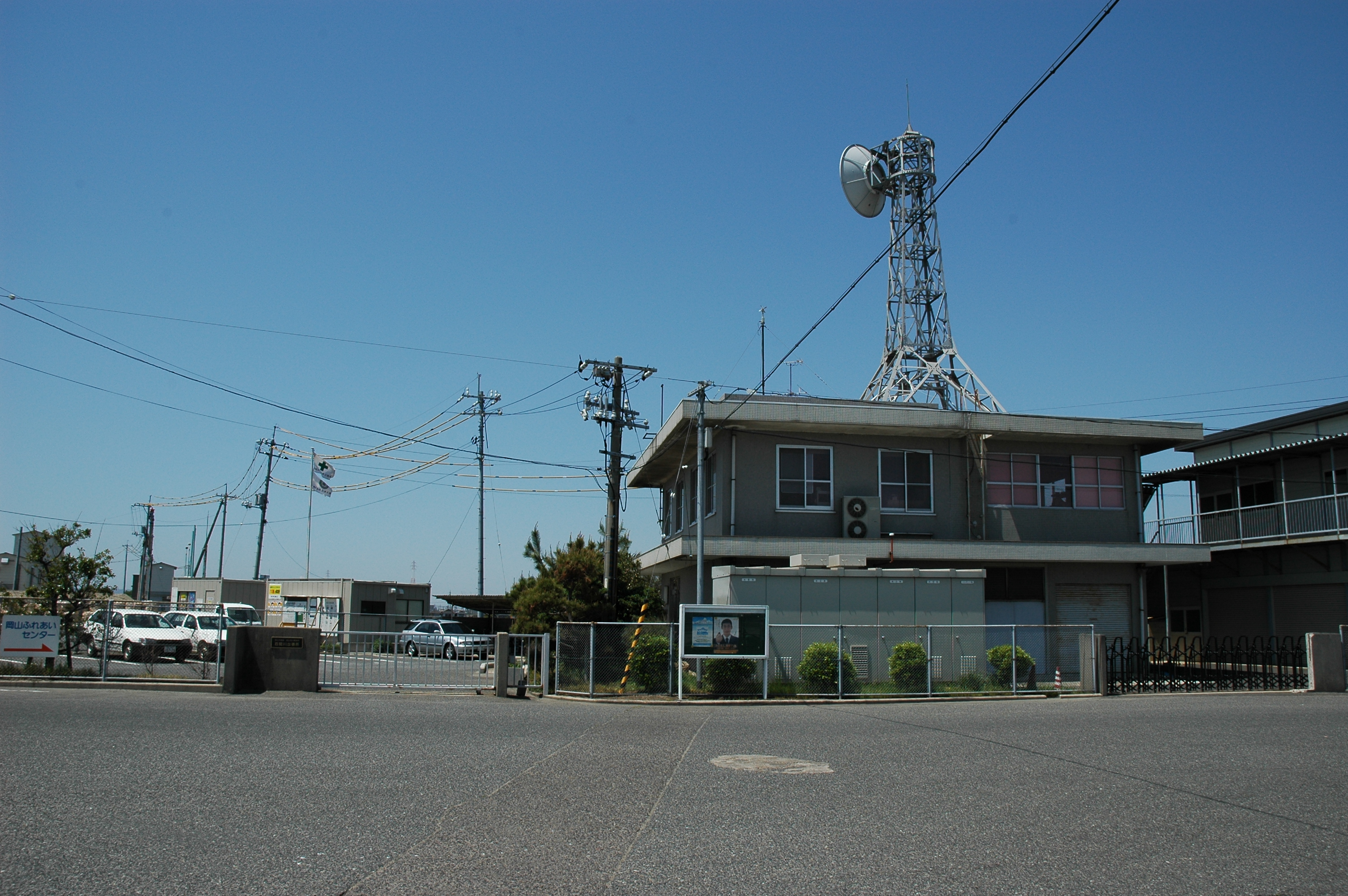
百間川河口にある岡山河川事務所百間川出張所

## 流域の自治体
岡山県
岡山市中区・東区

## 歴史

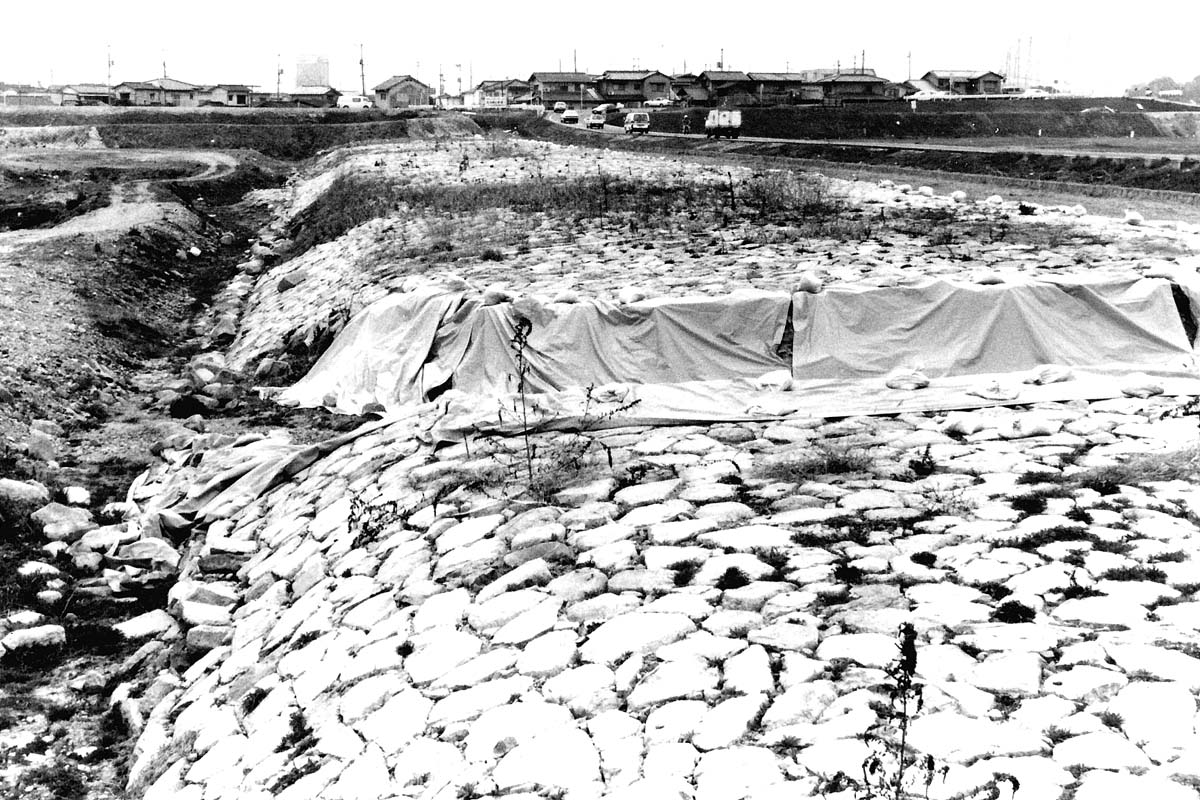
中島竹田橋着工前の百間川二の荒手。改修工事のため一部の取り壊しが始まったあと。並行して河川区域を横切る市道（写真右奥）も増水時には洗い越しとなる構造だった（1989年、現・岡山市中区中島）

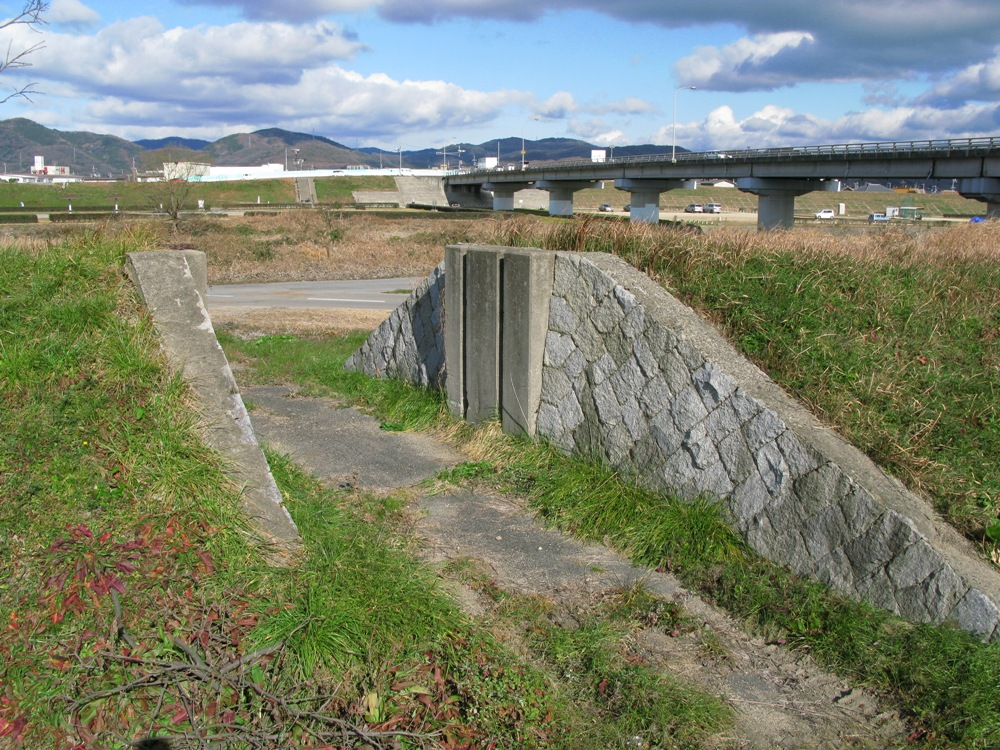
百間川に存在した陸閘と旧堤防。増水時には縦に切られた2本の溝にそれぞれ木製の板を落とし込み、その間に土嚢を詰めて水を防いだ。河川敷内に保存されているもの。背後は米田橋（岡山市中区米田）

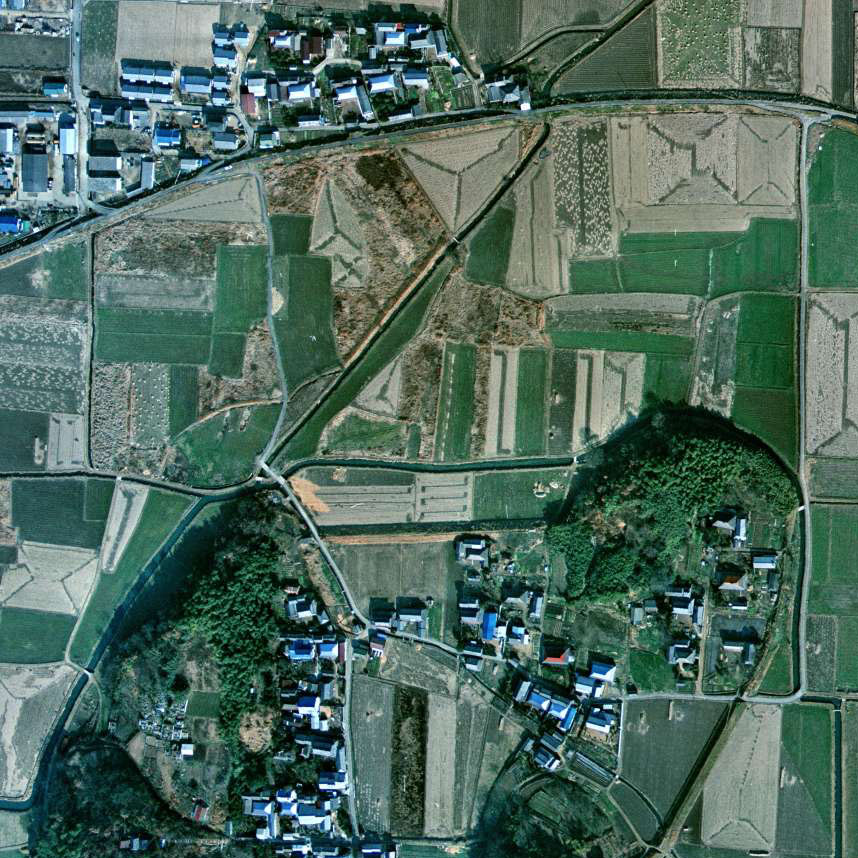
米田旧堤防周辺の改修以前の空中写真。中央下の米田集落の北に東西に築かれた堤防があり、対岸の神下に向かう道路が切り通しで横断している部分が現存する旧堤防である。左下から中央を経て小山（河川改修時に消失）の山すそを回り込むように右下に流下するのが平常時の百間川水路（1975年1月）

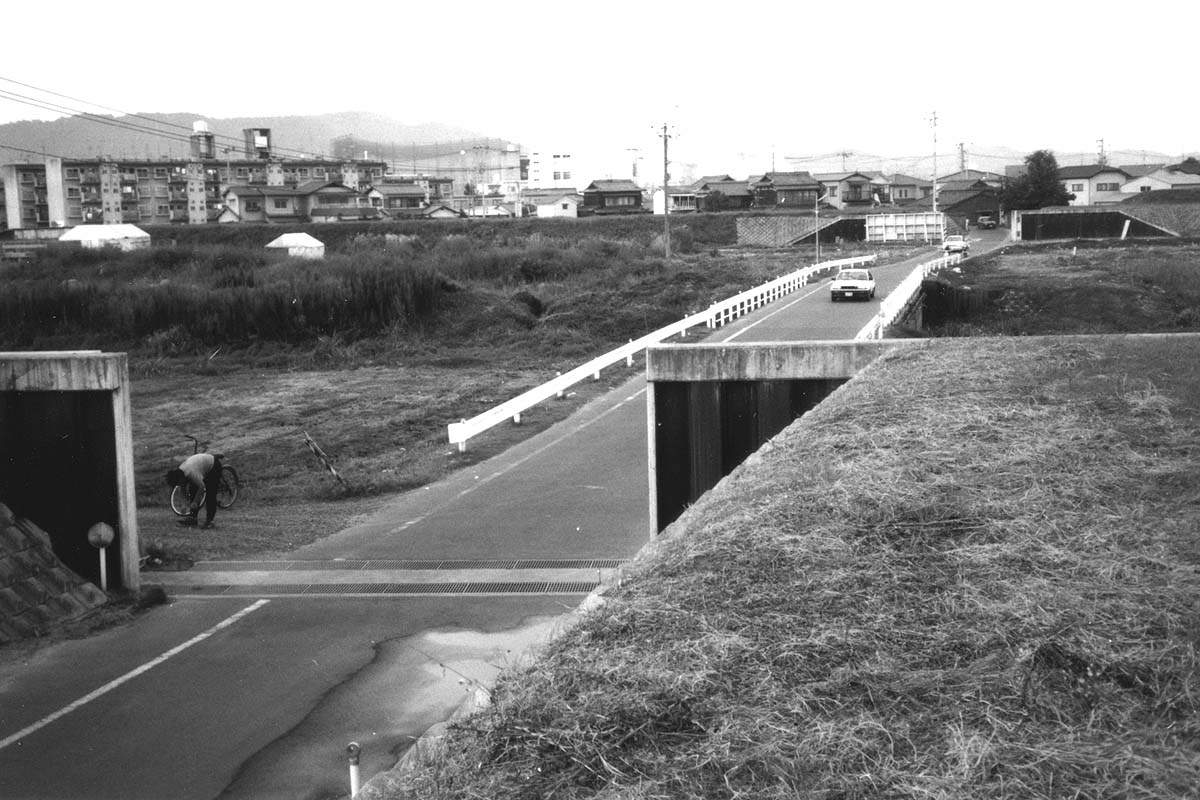
1970年代の河川改修で旧山陽道に作られた鉄製ゲート式の陸閘。河川敷内には原尾島遺跡発掘の作業テントが見える（1989年、現・岡山市中区原尾島）

岡山城付近を流れる旭川は、安土桃山時代に行われた築城工事の時に、蛇行するよう付け替えられ、河道も狭くされたことから、岡山城下はその後、たびたび洪水に見舞われるようになった。特に1654年（承応3年）に起こった大洪水は城下に甚大な被害をもたらしたことから、当時岡山藩に出仕していた陽明学者の熊沢蕃山が、洪水対策として「荒手」と呼ぶ越流堤と放水路を組み合わせた「川除け（かわよけ）の法」を考案。岡山藩郡代の津田永忠はこの構想を基に、3段の荒手により水勢を弱めながら旭川の氾濫を越流・放水させる百間川を設計した。1669年（寛文9年）に永忠の指揮で着工し、1686年（貞享3年）に完成したと伝えられている。江戸期を通じて完成当初の姿で洪水から岡山城下を守った。
当時の百間川は、通常時には平坦な水田地帯の中に一定間隔で並行する2本の堤防が河口まで連なるもので、1960年代から始まった国の大改修事業まで同じ景観を保っていた。堤防の高さは2メートル前後で、これに切り通しを設けて道路や鉄道を通す陸閘（りっこう）や洗い越しが多数存在した。
砂川合流地点付近の清内橋より上流は流域両岸の農業用水路が合流する水路があるのみで、現在見られる低水路は存在せず、当初から河川区域外と変わらない水田耕作が行われた。放水時には流失して収穫が得られない可能性があることから、岡山藩は河川区域内の水田については、年貢を通常の水田より低く抑える措置を取っていた。
旭川は明治以降相次いで氾濫して岡山市街地が水害に見舞われたため、1926年（大正15年）から大改修が行われた。百間川では1961年（昭和36年）の第2室戸台風災害を契機に、1963年（昭和38年）から建設省（現・国土交通省）が改修に着手。1968年（昭和43年）に河口部の水門と堤防の整備を終えた。次いで中・上流域で、河川区域に低水路を開削して高水敷を設け、さらに堤防を整備する河道整備工事が1974年（昭和49年）から1983年（昭和58年）まで行われ、岡山県下で戦後最大を記録した1972年昭和47年7月豪雨時の流量（毎秒800m3）に耐えられる構造になった。
この工事にともない、建設省による河川区域内の水田の買収が1971年（昭和46年）から進められ、江戸時代から続いた耕作が消滅した。また旧山陽道など一部を除き、陸閘で河川区域を横切っていたほとんどの道路が新規に架けられた橋に移された。さらに堤防改修工事が1996年（平成8年）まで続けられ、残る陸閘もすべて橋に置き換えられて姿を消した。高水敷には堤防改修終了後、公園施設やテニスコート、野球場、サッカー場などが整備され、幅広く市民に活用されている。
2009年（平成21年）4月1日、岡山市の政令指定都市移行にともない、中流以南は中区と東区のおおむねの区境となった。
2015年（平成27年）、一ノ荒手、二ノ荒手、米田の旧堤防、大水尾の旧堤からなる治水施設群は土木学会選奨土木遺産に選ばれる。

## 百間川遺跡
百間川は、岡山平野のほぼ中央部を流れる旭川の放水路であり、百間川改修工事の際に、中流域の河川敷の下4カ所で集落遺跡が発見され、1977年（昭和52年）より発掘調査が行われた。縄文後期から中世にかけての複合遺跡である。遺跡名は大字名を冠しており、総称して百間川遺跡と呼ばれる。弥生時代後期末には、水田がかなり広大に行われていたと推定されている。また、部分的に稲株跡が見つかっており、株の大きさやその分布状況から「田植え」が行われていたと考えられている。
原尾島遺跡
原尾島（はらおじま）遺跡では、縄文時代後期から室町時代にかけての集落群が発掘された。主には弥生時代後期から古墳時代にかけての集落、鎌倉時代から室町時代にかけての集落が中心である。
沢田遺跡
沢田（さわだ）遺跡は弥生時代前期から古墳時代前期にかけての集落群の遺跡である。特に弥生時代の遺跡は環濠に囲まれていたことが確認されている。ここで発掘された弥生土器は現在、岡山市埋蔵文化財センターに収蔵されている。
兼基・今谷遺跡
兼基・今谷（かねもと・いまだに）遺跡は弥生時代から古墳時代にかけての遺跡と鎌倉時代の集落跡の遺跡である。弥生時代の遺跡からは水田跡や掘立柱の建物群が発掘された。
米田遺跡
米田（よねだ）遺跡は弥生時代から古墳時代にかけての遺跡と、奈良時代から室町時代にかけての遺跡である。特に奈良時代から室町時代にかけての遺跡では道路や橋脚の跡や、掘立柱の建物群が発掘されている。

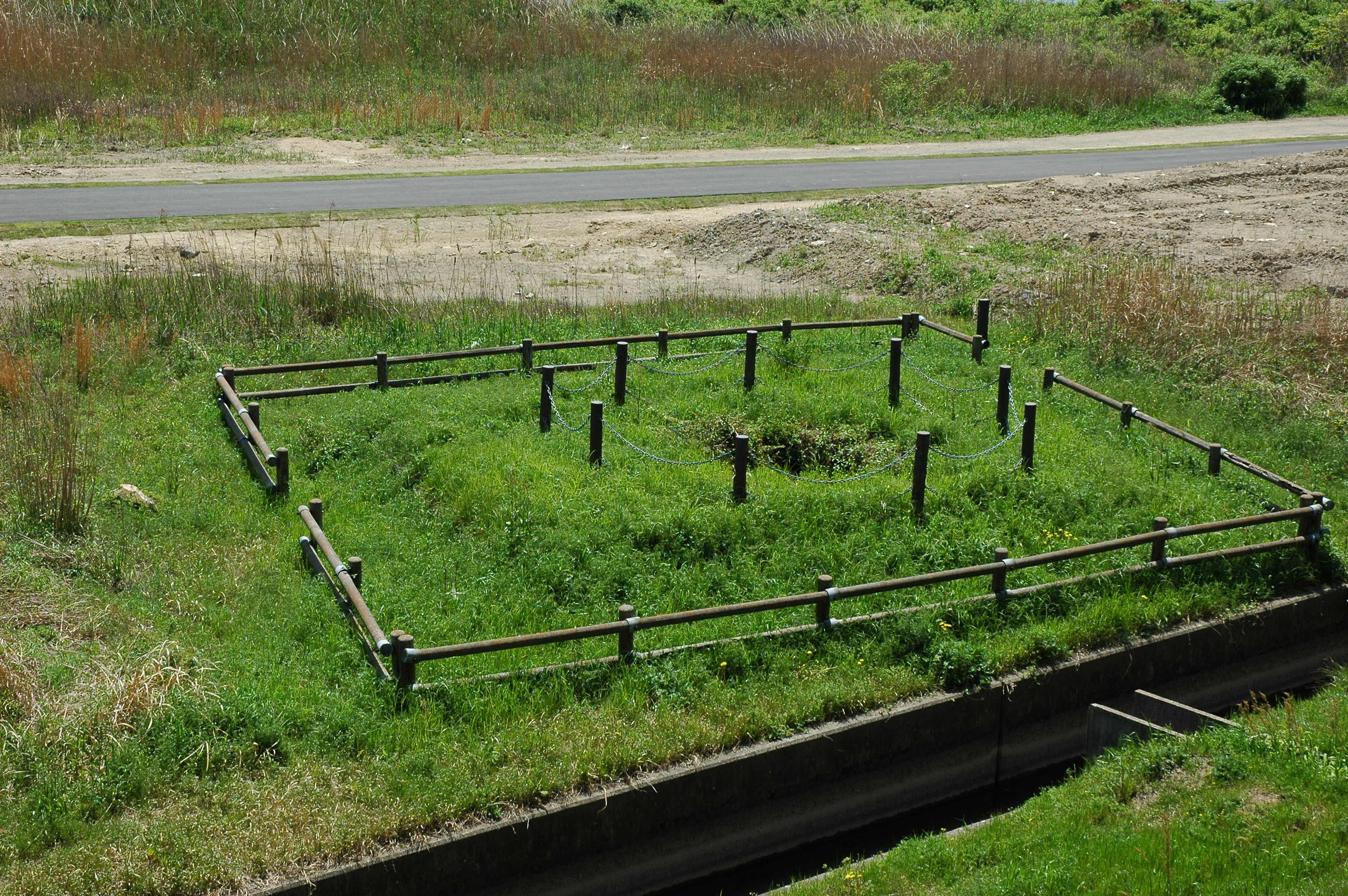
笄の井戸
米田遺跡の下手には「笄（こうがい）の井戸」がある。百間川遺跡群の南にある操山山塊の最東端部には戦国時代に正木城があり、天正年間（1573年 - 1592年）城主の正木大膳康正が宇喜多直家に攻められ落城した。その際、康正の妻・玉尾の方は娘の初瀬を抱いてこの井戸に身を投げた。
後年、この2人を供養したところ、井戸より笄と櫛が浮かび上がり、この井戸を「笄（こうがい）の井戸」と呼ぶようになったという伝承が伝わっている。

## 支流
- 砂川